# 球蚶
球蚶（学名：Arca pilula），是魁蛤目魁蛤科魁蛤属的一种。主要分布于南海，常栖息在浅海泥砂质海底。